# Покровский, Иван Корнильевич
Ива́н Корни́льевич Покро́вский (в Думе Покро́вский 1-й; 1845, Челябинск, Российская империя — после 1912) — подпоручик, губернский секретарь, предприниматель, меценат, почётный блюститель городского училища, гласный Челябинской городской думы, партийный «агент» кадетов в Челябинске, депутат III Государственной Думы (1907—1912). Жил и работал в Бельгии, затем владел золотыми приисками на Урале и был совладельцем винокуренного и сахарного заводов. Брат городского головы В. К. Покровского.

## Биография

### Ранние годы. Офицер
Родился в 1845 году в незнатной, но достаточно богатой, дворянской семье штаб-лекаря, хирурга Корнилия (Корнелия) Ивановича Покровского (1806—1873), проживавшего в Челябинске. 
В 1866 году Иван Покровский окончил Санкт-Петербургский институт корпуса горных инженеров с производством 11 июля в подпоручики.
С 28 июня 1866 года Покровский состоял в распоряжении начальника Уральских горных заводов, а с 27 августа — служил на Екатеринбургских заводах. С 31 августа следующего, 1867 года, он стал смотрителем Березниковских золотых приисков. В связи с преобразованием Корпуса горных инженеров 11 июля 1869 года он получил должность губернского секретаря со старшинством. Но уже 21 марта 1870 года вышел в отставку (в чине подпоручика).

### Предприниматель и политик. Меценат
В 1871 году И. А. Покровский устроился на бельгийский завод общества «Кокериль» в Серене неподалёку от Льежа. На заводе пробыл два года, последовательно работая в различных мастерских: модельной, слесарной, котельной, литейной и по сборке паровых машин.
По возвращении в Россию, в 1882 году Покровский был выбран гласным Челябинской городской думы. Занимался предпринимательством — золотопромышленностью, сельским хозяйством, а также торгово-промышленной сферой. Владел золотыми приисками в Челябинском и Верхнеуральском уездах Оренбургской губернии, сахарным заводом, был совладельцем винокуренного завода фирмы «Братьев Покровских». Имел в собственности 3500 (по другим данным 3000) десятин земли в Челябинском уезде; был домовладельцем в Челябинске и Верхнеуральске. Совокупная стоимость его имущества оценивалось в 500 тысяч рублей.
Покровский являлся общественным деятелем и меценатом: состоял в целом ряде благотворительных обществ. В 1881 году он стал почётным смотрителем Второго Челябинского мужского приходского училища, а с 1891 года — почётным блюстителем Первого Челябинского городского училища (затем — Челябинское высшее начальное училище). С 1898 года Покровский был почётным членом Челябинского общества попечения о начальном образовании — в том же году он пожертвовал обществу 200 рублей. .
С 1900 года И. Покровский состоял членом Полечительского совета Челябинской женской прогимназии, ставшей впоследствии гимназией. За эту общественную активность, а также за значительные денежные пожертвования на челябинские учебные заведения он неоднократно получал благодарности от попечителя Оренбургского учебного округа.
В 1906 году Покровский являлся членом Челябинского уездного комитета Конституционно-демократической партии: был партийным «агентом» в Челябинске. В феврале 1906 года И. К. Покровский во главе делегации от городских кадетов посетил Москву, где на проходящем съезде партии обсуждались вопросы взаимодействия местных отделов и ЦК. Там он познакомился с князем Д. И. Шаховским, с которым у них завязалась переписка:
Генерал-губернатор Стельницкий еще 30 января [1906] прислал мне официальную бумагу такого содержания: «объявляю, что согласно имеющимся у меня указаниям никакие союзы, товарищества, общества, собрания, а равно воззвания, объявления, организации до снятия военного положения быть не могут». Передайте князю Д.И. Шаховскому, что после такого распоряжения генерал-губернатора мы можем только частично собеседовать и знакомиться для выборов с нашей партийной литературой, которую мы раздавали бы на собраниях, если бы собрания были разрешены
Официально отдел конституционно-демократической партии Челябинска, возглавляемый братьями Покровскими, прекратил своё существование 2 ноября 1906 года. Уже после его закрытия, челябинский уездный исправник С. Д. Семёнов отрекомендовал И. Покровского губернатору как социал-демократа.

### Депутат III Думы
В 1906 году Покровский одержал победу на выборах в губернское избирательное собрание, предваряющее выборы в Первую Государственную думу Российской империи. 14 октября 1907 года Иван Корнильевич был избран в Третью Думу от съезда землевладельцев.
В III Думе Покровский вошёл в Конституционно-демократическую фракцию, а также стал членом двух комиссий: продовольственной и переселенческой (по переселенческому делу). Он также подписал целый ряд законопроектов: «Об изменении Положения [закона] о выборах в Государственную думу», «Правила приема в высшие учебные заведения», «О введении земства [на Урале и] в Сибири», «Об изменении порядка наряда казаков на действительную службу» и «О порто-франко в устьях Оби и Енисея».
Дальнейшая, «последумская» судьба Ивана Корнильевича Покровского неизвестна.

## Семья
С 11 (23) мая 1880) Иван Покровский был женат на Любови Ионовне Покровской (по первому браку Рогожникова, род. 1850) — была в браке с надворным советником; образование получила в Оренбургском Николаевском институте, с 1877 года работала учительницей естественной истории Челябинской женской прогимназии, а в 1879 году стала также преподавать французский язык; председатель правления Общества попечения о начальном образовании в Челябинске (1899—1901); собственница 400 десятин земли в Троицком уезде.
Брат: Владимир Корнильевич Покровский (1843—1913) — один из крупнейших челябинских предпринимателей начала XX века, общественный деятель и меценат; неоднократно избирался депутатом Челябинской городской думы и городским головой, пытался организовать в Челябинске отдел оренбургского Союза законности и порядка.
С 1900 года в поездках братьев Покровских всегда сопровождал их личный шофёр С. И. Люханов. В 1913 году, после смерти старшего брата, Люханов заведовал электрической телефонной станцией, принадлежащей фирме «Братья Покровские». Во время Гражданской войны он вступил в ряды большевиков, а затем и в ВЧК. В ночь с 16 на 17 июля 1918 года бывший шофер Покровских управлял грузовиком, на котором вывозили из Ипатьевского дома тела расстрелянной царской семьи.